# Safa Chane
Safa Chane – wieś w Iranie, w ostanie Azerbejdżan Zachodni, w szahrestanie Szahin Deż. W 2006 roku liczyła 1356 mieszkańców.